# Joseph Campbell
Joseph Campbell, född 26 mars 1904 i White Plains, New York, död 30 oktober 1987 i Honolulu, Hawaii, var en amerikansk professor i mytologi och jämförande litteratur vid Sarah Lawrence College, New York. Han är mest känd för sina omfattande studier inom komparativ mytologi. Han skrev och redigerade ett tjugotal böcker, däribland Hjälten med tusen ansikten (1949) där hjältens äventyr ingår, och han anses vara en viktig humanistisk folkbildare. Sin filosofi brukade han sammanfatta med uttrycket "Follow your bliss", på svenska "Bejaka din glädje". Joseph Campbell blev 1973 invald i American Academy of Arts and Letters. Redan 1949 hade han mottagit ett litteraturpris från denna akademi.